# Kinsealy–Drinan
Kinsealy–Drinan ist eine Siedlungseinheit im County Fingal im Osten der Republik Irland. Sie besteht aus den Ortschaften Kinsealy (offiziell Kinsaley, irisch Cionn Sáile), Drinan (älter Drynam, irisch Draighneán), Holywell (An Tobar Naofa) und Seatown (Baile na Mara). Im Jahr 2022 hatte Kinsealy–Drinan 7526 Einwohner. Sie wird lediglich aus statistischen Gründen geführt. Im Wesentlichen handelt es sich um Ortschaften und Wohneinheiten zwischen Swords, Malahide, dem Dubliner Flughafen und den nördlichen Vororten Dublins.

## Lage
Kinsealy–Drinan liegt etwa zehn Kilometer nordnordöstlich des Stadtzentrums von Dublin innerhalb der Provinz Leinster. Durch das Gebiet führt die M1 und die R106 und R107.

## Sehenswürdigkeiten
- Die St. Nicholas of Myra Church (Nikolauskirche) in Kinsealy wurde 1952 an ihren heutigen Platz verlegt.
- Kinsaley House wurde 1736 errichtet und ist noch heute nahezu im Ausgangszustand erhalten.[2]
- Abbeyville House (auch: Abbeville House) ist 1790 vollendet worden. 1945 wurde es grundlegend durch den Architekten Michael Scott erneuert.